# Julian Savarin
Julian Jay Savarin (geboren 1950 im Inselstaat Dominica) ist ein britischer Musiker, Komponist und Schriftsteller, bekannt vor allem als Science-Fiction-Autor.

## Leben
Der auf der Karibikinsel Dominica geborene Julian Savarin lebt seit seiner Jugend in Großbritannien. Er war Organist und Songwriter der Gruppe Julian’s Treatment. Die beiden Konzeptalben der Gruppe, A Time Before This (1972) und Waiters on the Dance sind dem Progressive Rock zuzurechnen und bilden Inhalt aus Savarins Lemmus-Trilogie ab, Savarins bekanntestem Buch, insbesondere dem mit dem zweiten Album titelgleichen ersten Band Waiters on the Dance. Vernon Joynson bewertete das erste Album als durchaus hörenswert und lobte insbesondere Cathy Prudens dramatische Sprechgesänge. Das zweite Album hingegen fand er orgellastig und zäh.
Lemmus ist eine umfangreiche Space Opera, in der die Menschheitsgeschichte und hier insbesondere die jüdisch-christliche Tradition (Adam und Eva etc.) und andere bekannte Legenden (Atlantis etc.) mit der Kolonisierung der Erde durch eine fortgeschrittene galaktische Zivilisation in grauer Vorzeit erklärt wird. Die Idee war schon Anfang der 1970er Jahre nicht mehr neu und so urteilte Brian Stableford: „Bemerkenswert durch abstoßende Ideenlosigkeit und was daher gebracht wird, ist längst verrottet.“ In der Rationalisierung biblischer Mythen in Savarins Science-Fiction erkennen sowohl David Pringle als auch John Clute das altbekannte Klischee der Shaggy God Story.
Neben Science-Fiction schrieb Savarin auch eine Reihe von Thrillern, von denen einige ins Deutsche übersetzt worden sind.

## Bibliografie

### Serien
Die Serien sind nach dem Erscheinungsjahr des ersten Teils geordnet.
His Lemmus: A Time Trilogy
- 1 Waiters on the Dance (1972)
- 2 Beyond the Outer Mirr (1976)
- 3 The Archives of Haven (1977)

Gordon Gallagher (Romanserie)
- 1 Wolf Run (1984)
  - Deutsch: Unternehmen Wolfsjagd. Übersetzt von Rosemarie Hundertmarck. Moewig #2422, 1987, ISBN 3-8118-2422-8.
- 2 The Queensland File (1994)

David Pross (Romantrilogie)
- Lynx (1986)
  - Deutsch: Lynx. Übersetzt von Joachim Körber. Moewig #2384, 1986, ISBN 3-8118-2384-1.
- Hammerhead (1987)
  - Deutsch: Hammerhead. Moewig #2606, 1989, ISBN 3-8118-2606-9.
- Windshear (1988)
  - Deutsch: Unternehmen Windrad. Übersetzt von Rosemarie Hundertmarck. Moewig #2453, 1987, ISBN 3-8118-2453-8.

MacAllister (Romanserie)
- 1 MacAllister’s Run (1995)
- 2 Macallister’s Task (1997)

Muller and Pappenheim (Romanserie)
- 1 A Cold Rain in Berlin (2002)
- 2 Romeo Summer (2003)
- 3 Winter and the General (2003)
- 4 A Hot Day in May (2004)
- 5 Hunter’s Rain (2004)
- 6 Summer of the Eagle (2005)
- 7 Seasons of Change (2005)
- 8 The Other Side of Eden (2006)

### Einzelromane
- Arena (1979)
- Water Hole (1982)
  - Deutsch: Unternehmen Wasserloch. Übersetzt von Helga Atkinson. Moewig #2410, 1986, ISBN 3-8118-2410-4.
- Gunship (1985)
  - Deutsch: Gunship. Übersetzt von Rosemarie Hundertmarck. Moewig #2504, 1987, ISBN 3-8118-2504-6.
- Red Gunship (1989)
- Naja (1990)
  - Deutsch: Naja. Übersetzt von Rosemarie Hundertmarck. Moewig #2525, 1988, ISBN 3-8118-2525-9.
- Trophy (1990)
- Villiger (1991)
- Target Down! (1991)
- The Quiraing List (1993)
- Pale Flyer (1994)
- Horsemen in the Shadows (1996)
- Typhoon Strike (1996)
- Strike Eagle (1997)
- Norwegian Fire (1998)
- Starfire (2000)
- The Messenger (2014)